# ماشین‌آلات کمرشکن

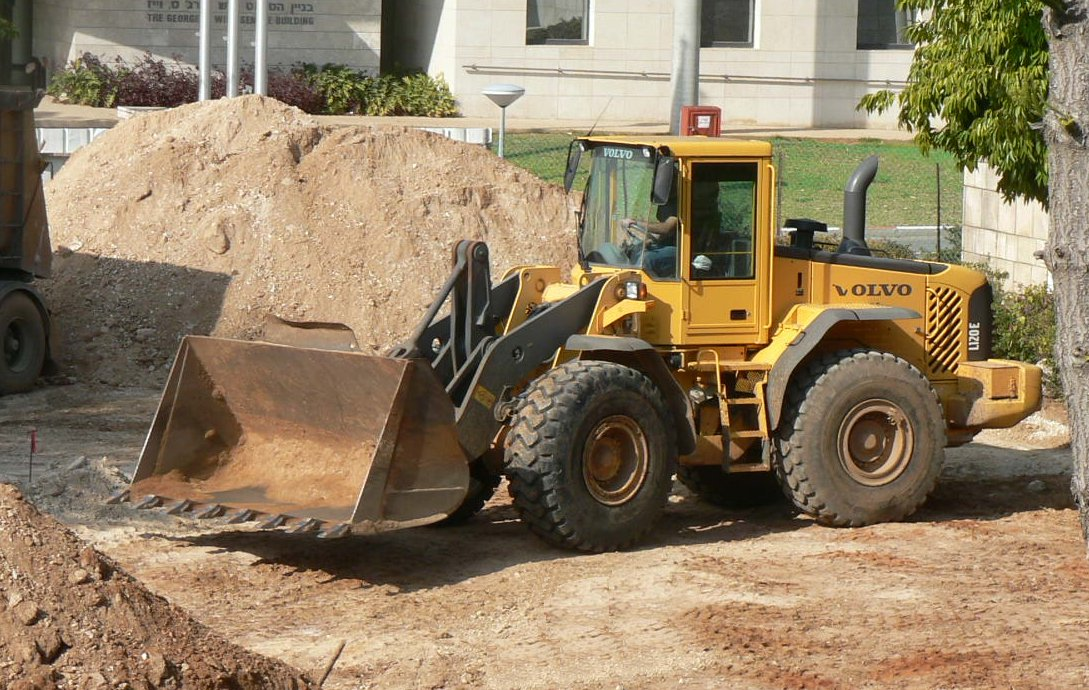
یک نمومه لودر ولوو که دارای مفصلی در قسمت جلو برای چرخش می‌باشد.

وسایل نقلیهٔ کمرشکن وسایلی هستند که دارای یک پاشنهٔ مفصلی ثابت یا نیمه ثابت می‌باشند که به آنها اجازه می‌دهد سریعتر دوران کنند. انواع مختلفی از اینگونه ماشین‌آلات مانند تجهیزات سنگین معدنی و راهسازی و اتوبوس‌ها وجود دارند.  در این نوع از ماشین‌آلات، سیلندر یا سیلندرهای هیدرولیکی به دو بخش اصلی ماشین که بوسیله مفصل به یکدیگر وصل شده‌اند، متصل می‌شوند و با حرکتی معکوس‌وار نسبت به یکدیگر، موجب تغییر موقعیت مکانی دو بخش اصلی ماشین نسبت به یکدیگر می‌شوند که در نهایت، چرخیدن این بخش‌ها نسبت به یکدیگر را موجب می‌شود و عمل فرمانگیری صورت می‌گیرد.